# François Petit
François Petit (Lione, 8 novembre 1951) è un attore ed ex artista marziale misto francese.

## Biografia
François Petit è stato cintura nera di ju-jitsu e karate e ha detenuto il titolo di Kai den-shihan di judo.

## Carriera
François Petit è diventato celebre per la sua interpretazione di Sub-Zero nel film Mortal Kombat del 1995.
A fine anni novanta ha ricoperto il ruolo di fisioterapista per la World Wrestling Federation, la federazione di wrestling più importante al mondo.

## Filmografia
- Mortal Kombat, regia di Paul Anderson (1995)
- Guns and Lipstick, regia di Jenö Hodi (1995)
- Cannes Man, regia di Richard Martini (1996)
- First Strike, regia di Steven Bratter (2009)
- Swishbucklers, regia di Yule Caise (2010)
- Mobile Home, regia di François Pirot (2012)

## Riconoscimenti
Premio Magritte
2013 - Migliore colonna sonora per Mobile Home